# Samenwonen
Van samenwonen wordt in België en Nederland sinds de jaren 1970 gesproken als twee volwassen mensen samen één woning in gebruik hebben genomen en daar als partners een gemeenschappelijke huishouding voeren. In Nederland spreekt men van ongehuwd samenwonen (verkort tot samenwonen) als mensen die een affectieve relatie hebben samen officieel in een woning zijn gaan wonen en een huishouden delen. In de Belgische wettelijke context spreekt men van wettelijk samenwonenden als er door de samenwoners een verklaring van samenwonen werd afgelegd, of van feitelijk samenwonenden indien dit niet het geval is. In Nederland geeft de wet geen algemene regels voor samenwonen, zoals bij een huwelijk of geregistreerd partnerschap, maar het gaan samenwonen kan wel allerlei gevolgen hebben die op wetten en regels zijn gebaseerd.

## Historie
Tot rond de jaren 1960 sloeg de term "samenwonen" op het bij elkaar wonen van twee of meer personen die niet persé een liefdesrelatie met elkaar hadden. In Nederland worden tot in de jaren 1970 advertenties geplaatst waar een persoon wordt gezocht voor 'prettig samenwonen'. Wanneer meerdere mensen samenwonen en een gemeenschappelijke huishouding voeren en bijvoorbeeld samen eten, wordt vanaf de jaren 1960 in Nederland de term "woongroep" of "commune" gebruikt. Het ongehuwd samenwonen werd in de volksmond ook als samenhokken of hokken omschreven.
Samenwonen als relatievorm kwam in Nederland steeds meer in zwang na medio jaren 1960, maar bijvoorbeeld de Rooms-Katholieke Kerk oefende er kritiek op uit. Vóór 1965 was het gebruikelijk dat als men een liefdesrelatie had men alleen samen in een woning trok wanneer men ook getrouwd was. In 1975 gaat de helft van de katholieken in Nederland eerst samenwonen voordat het paar gaat trouwen. Volgens gezinssocioloog Kooy wordt het gezien als een soort proefperiode. In verschillende landen, streken, steden en dorpen is ongehuwd samenwonen nog steeds omstreden of taboe.
Volgens het Nederlandse Centraal Bureau voor de Statistiek (CBS) trouwden eind jaren 1960 negen op de tien vrouwen zonder eerst te hebben samengewoond. Omstreeks 2005 trouwde één op de tien vrouwen zonder vooraf te hebben samengewoond.

## Juridisch en fiscaal
De juridische status van ongehuwd samenwonenden kan sterk verschillen van land tot land. Sommigen paren hebben onderling iets geregeld, zoals het sluiten van een geregistreerd partnerschap of een samenlevingscontract. Anderen hebben juridisch niets afgesproken of vastgelegd. Stellen die getrouwd zijn en samen leven wonen ook samen, maar zij worden geen samenwoners genoemd. Tot 2001 was het samenwonen een verplichting die in Nederland aan het burgerlijk huwelijk werd verbonden. Zie ook fiscaal partnerschap.

### Nederland
Als in Nederland twee mensen gaan samenwonen dan komen ze soms in mindere mate in aanmerking voor sociale zekerheid en inkomensafhankelijke regelingen zoals toeslagen en bepaalde heffingskortingen. Dat komt doordat de wettelijke regeling de hoogte van de toeslag of uitkering expliciet afhankelijk stelt van de huishoudsamenstelling, of door regelingen die uitgaan van het huishoudinkomen. Dit wordt gerechtvaardigd door de besparingen die een paar heeft als het samenwoont. Zie ook de tweewoningenregel bij de AOW. Het kan ook gevolgen hebben voor de inkomstenbelasting.
Een paar dat gaat samenwonen moet zelf de onderlinge verhoudingen regelen en ook wat er gebeurt bij overlijden. Het huwelijksvermogensrecht en het erfrecht regelt niets voor hen, er is geen wetboek voor samenwoners. Wordt er onderlings niets geregeld voor de gemeenschappelijke huishouding, de inboedel, of als er bijvoorbeeld samen een huis wordt gekocht en de eigendom wordt op beider naam gezet, gelden niet de bijzondere regels van de huwelijkse gemeenschap van goederen uit Boek 1 van het Burgerlijk Wetboek, maar de algemene regels voor de zogenaamde eenvoudige gemeenschap uit Boek 3 BW. Bij het opstellen van een samenlevingscontract volstaat een standaardmodel van de notaris niet, het is ook nodig dat het paar in het dagelijks leven de vastgelegde regels nakomt.

#### Scheiden van samenwoners
Als in Nederland twee samenwoners gaan scheiden, gelden er geen algemene regels hoe de procedure verloopt. Als er een samenlevingscontract is opgesteld gelden de regels uit deze overeenkomst, mits het paar de regels uit de overeenkomst ook daadwerkelijk in de praktijk heeft nageleefd. Het komt regelmatig voor dat een samenlevingsovereenkomst meer voor de vorm wordt  afgesloten, bijvoorbeeld omdat men alleen dan een hypotheek krijgt, en de regels die er in staan zo door het paar helemaal niet echt zijn afgesproken. Is dat het geval gelden niet de afspraken uit de overeenkomst maar zoals die uit de dagelijkse gang van zaken zijn af te leiden. De hoogste Nederlandse rechter bepaalde in 2019 dat als er door samenwoners niets is vastgelegd, een van de partners bij scheiding geen aanspraak kan maken op een regeling vergelijkbaar met die uit het huwelijksvermogensrecht. In deze zaak ging het om de vraag of een partner recht had op vergoeding van een bedrag dat uit het eigen vermogen was ingebracht. De Hoge Raad besloot op grond van de aangevoerde en bewezen feiten en omstandigheden dat daar geen recht op bestond. Als men onderling tot scheidingsafspraken komt, bijvoorbeeld door mediation, kan men in beginsel onderling afspreken wat men wil. Zijn die afspraken echter onder druk tot stand gekomen, kan men ook daar eventueel onderuit. Er is in de rechtspraak nog geen vaste lijn.

## Waarden en normen
De opvattingen over samenwonen zijn in de afgelopen decennia verschoven, maar niet voor iedereen in gelijke mate. In Nederland is het aan het begin van de 21ste eeuw een vrij algemeen geaccepteerde vormgeving van een relatie. Hoewel een deel van de bevolking het als een keuze ziet die beargumenteerd dient te worden, verwacht een ander deel van de bevolking juist dat de keuze voor een huwelijk expliciete redenen heeft.
Binnen sommige religieuze gemeenschappen bestaan er bezwaren tegen ongehuwd samenwonen. Deze redenen hangen samen met de status die het huwelijk in de religie heeft: God is degene die mensen in het huwelijk samenbindt, en zonder zegen van God zouden mensen zich niet op een dergelijke wijze mogen verbinden.
Niet in alle landen is ongehuwd samenwonen gewoon. In sommige landen is het gebruikelijk om eerst te trouwen, en dan pas het ouderlijk huis te verlaten.

## Wetenswaardigheid
In het Oude Testament van de Bijbel (Psalm 133) bevindt zich (in de vertaling van het NBG) de zinsnede "Ziet toch hoe goed en hoe liefelijk het is, dat broeders ook samenwonen".